# ロンドン特捜隊スウィーニー
ロンドン特捜隊スウィーニー(ろんどんとくそうたいスウィーニー：原題The Sweeney)は、イギリスで1975年から1978年まで放映された警察ドラマのテレビシリーズである。

## 概要
強盗や暴力犯罪といった強行犯捜査を所管するロンドン警視庁特別機動隊（フライング分隊）隊員（通称「スウィーニー」）のジャック・リーガン警部とジョージ・カーター部長刑事を中心に、凶悪犯罪に立ち向かう隊員たちの姿を描いた。
テムズ・テレビジョン制作「アームチェア・シネマ」シリーズ向けにテレビ脚本家のイアン・ケネディ＝マーティンが1974年に書いた90分の単発ドラマ「リーガン」（Regan）が好評を得たことからこれをシリーズ化し、テムズ・テレビジョン子会社のユーストン・フィルムズが制作し、ITV系列で放映された。
ユーモアも込めつつ、強行犯に対する隊員の執拗な捜査を、激しい暴力やアクションのテンポの速い展開で描いたことで人気を呼び、1978年にかけてテレビシリーズとして4期53話が放映されたほか、3期と4期の間に映画版2本が制作された。イギリスで制作されたそれまでの警察ドラマと異なり、犯罪者に対処する中で警察官が手を染める残忍な活動や手抜き捜査、法律の恣意的な運用といった警察組織の堕落的な側面も盛り込んだことが特徴とされる。
イアン・ケネディ＝マーティンは本シリーズ終了後、引き続き警察ドラマ『ジュリエット・ブラヴォー』（1980年 - 1985年、英BBC放映）を手がけた。
日本では1978年秋から約1年間、テレビ朝日(後にテレビ東京に移動)が深夜に放映したほか、スーパー!ドラマTVでも放映した。

### 背景
本シリーズの舞台となったロンドン警視庁凶悪および組織犯罪部隊フライング分隊（Flying Squad）は、特別犯罪捜査第7課（Specialist Crime Directorate 7）などの名で知られる実在の捜査機関で、ロンドン市警察が管轄するロンドン市内を除くグレーターロンドンを管内とする首都警察管区において、各所轄を越えた強行犯等の捜査権限を与えられ1920年に発足した。"Flying Squad"と同じ韻を持つことから、イギリスで19世紀に出版された複数の怪奇小説に登場する凶悪犯罪者「スウィーニー・トッド」（Sweeney Todd）の符丁で呼ばれており、番組原題の"The Sweeney"はこれにちなむ。
本シリーズ放映の1970年代は、フライング分隊やポルノショップなどの摘発にあたる猥褻出版物分隊（Obscene Publications Squad）を中心に、警察官が管内の詐欺集団や売春組織、ポルノショップなどから階級に応じたみかじめ料や高級飲食接待、海外旅行などの利益供与を受けており、ロンドン警視庁犯罪捜査局（Criminal Investigation Department:CID）全体が各種犯罪組織と癒着している実態が徐々に明るみに出ていた。
1972年、フライング分隊隊長のケネス・ドゥーリー（Kenneth Drury）警視正は、1969年以降ロンドン市内に大規模風俗店グループを急速に展開していた「ポルノ王」ことジミー・ハンフリーズ（Jimmy Humphreys）との派手な癒着疑惑がタブロイド紙「サンデー・ピープル」（en:The Sunday People）紙に報じられ、直後にロンドン警視庁を退職した。その上で「大列車強盗」事件主犯の1人で1965年に脱獄逃走したロナルド・ビッグズの情報提供を受けるための接触だったと主張していたが、同年4月にロンドン警視庁の長官に着任したロバート・マーク（Robert Mark）は、自身が前年に創設し、CIDから独立して汚職捜査ができる内部監察機関「A-10」を用い、なお調査報道を続ける新聞社やBBCなどの報道機関と連携して捜査を継続した。
オランダで傷害事件を起こして収監されていた贈賄側・ハンフリーズの情報提供により、ドゥーリーは本シリーズ放映中の1976年、容疑が固まって逮捕され、翌1977年、5件の収賄罪で懲役8年の実刑判決を受け服役した。同時に猥褻出版物分隊のビル・ムーディー（Bill Moody）隊長やCIDのウォリー・ヴィルゴ（Wally Virgo）局長もハンフリーズからの収賄容疑で逮捕され有罪判決を受けたほか、一連の捜査によりフライング分隊だけで警察官12人が有罪、それ以外の分隊所属警察官の多くも辞職を余儀なくされる一大疑獄に発展した。
警察組織の腐敗体質を明るみにしたこの事件は本シリーズの作中における警察官の描写にも影響を与え、特にフライング分隊隊長だったドゥ－リーの逮捕と有罪判決は、制作中だった映画「スウィーニー2」の内容に大きな影響を与えたといわれている。
この事件を受け、イギリス内務省は1978年から1982年にかけて、ロンドン警視庁およびロンドン市警を対象に大規模な極秘監察「カントリーマン作戦」（en:Operation Countryman）を実施。警察官合わせて8人が訴追され、約250人が辞職した。

## 主な配役/スタッフ

### 配役
- ジャック・リーガン警部：ジョン・ソウ John Thaw （吹替：富田耕生）
- ジョージ・カーター部長刑事：デニス・ウォーターマン Dennis Waterman （吹替：伊武雅刀）
- フランク・ハスキンズ特捜部長：ガーフィールド・モーガン Garfield Morgan （吹替：岸野一彦）

### スタッフ
- シリーズ原作：イアン・ケネディ＝マーティン Ian Kennedy-Martin
- 製作者：テッド・チャイルズ Ted Childs
- テーマ曲：ハリー・サウス Harry South

## 放送局

### イギリス
- ITV

### 日本
- テレビ朝日→テレビ東京
- スーパー!ドラマTV

以上を含めて、世界51ヶ国/地域で放送された。

## リメイク
2012年に映画『ロンドン・ヒート』としてリメイクされた。